# Vindafjord
Vindafjord er en kommune på halvøen Haugalandet i Rogaland fylke i Norge. Kommunen grænser i sydvest til Tysvær, i sydøst til Suldal og i øst til Etne. Ved søsiden grænser Vindafjord til Sveio i vest, Stord i nordvest og Kvinnherad i nordøst. Kommunen har sit navn fra Vindafjorden, fjorden som danner den sydlige grænse til Suldal. 
Fra 1. januar 2006 blev de to tidligere kommuner Vindafjord og Ølen slået sammen til ny Vindafjord kommune. Der var forudgående en folkeafstemning om sammenlægningen 17. februar 2003, med positivt flertal i begge kommuner, og et ekstraordinært valg til nyt kommunestyre blev afholdt i forbindelse med stortingsvalget i 2005. Ølen hørte tidligere til Hordaland fylke, men blev indlemmet i Rogaland fra 2002. 

## Geografi
Vindafjord kommune har 8.182 indbyggere og et areal på 628 km². Kommuneadministrationen ligger i Ølensjøen. Kommunen har et blandet erhvervsliv, hovedsagelig baseret på landbrug, industri og tjenesteydelser. 
I Ølensjøen ligger kommuneadministrationen. Her ligger Ølen videregående skole, idrætshal, svømmehal og landets største privatejede slagteri, Fatland Slakteri. I Ølensjøen blev der for et par år siden bygget et større indkøbscenter udover et bredt udvalg af butikker indeholder apotek og postkontor for kommunerne Etne og Vindafjord. De to kommuner Etne og Vindafjord har også fælles lensmandsdistrikt med kontor i Ølensjøen. 
Det største industriområde i kommunen, målt i antal virksomheder, er uden tvivl i Ølensvåg. Virksomhederne Westcon, Vassnes Elektro, Ølen Betong, Omega, Sandfrakt, Granberg Garveri og Berge Sag & Trelast ligger her. Olievirksomhed har de sidste år også sat sit præg på Ølensvåg, hvor olieplatforme ofte er inde for service og vedligeholdelse. I Ølensvåg ligger også Lundeneset videregående skole, en privat kostskole som Norsk Luthersk Misjonssamband ejer.
På Bjoa (Innbjoa og Utbjoa) ligger de største dele af kommunens kulturminder, med både helleristninger og en gammel kolerakirkegård. De siste år er disse blevet godt indrettet til besøg. Fra Utbjoa var der tidligere færgeforbindelse til Stord. Denne blev nedlagt da Trekantsambandet, mellem Stord, Bømlo og Sveio, blev åbnet. Nu er der kun færgeforbindelse til Fjelbergøerne og Halsnøy i Kvinnherad kommune. Bjoa har de seneste år oplevet en positiv vækst efter at arbejdet med bygdeutviklingslaget er igangsat. 
Romsaøerne i den nord lige del af den tidligere kommune, består af 3 store og 6 mindre øer i Bjoafjorden. Her har der boet mennesker i mindst 2000 år. Der er i dag ikke længere nogen fastboende på øerne. Nu er det i stedet bådfolket som har nytte og glæde af de lune og fine havne. Romsa har den største fredede kristornskov i landet. Ellers har Romsa fine områder for både badning og for bærplukning, afmærkede turstier til fraflyttede huse og gårde, og gode kajanlæg som de lokale bådlag og friluftsråd har sat i stand.
Ølensjøen er den centrale by med ca. 1600 indbyggere. 
De 8 andre byer i kommunen er : 
- Skjold (1.400 indbyggere)
- Vats (Øvre og Nedre Vats) (1.200 indbyggere)
- Sandeid (1 000 indbyggere)
- Vikedal (850 indbyggere)
- Ølensvåg (800 indbyggere)
- Vikebygd (550 indbyggere)
- Bjoa (Innbjoa og Utbjoa) (500 indbyggere)
- Imsland (350 indbyggere)

59°32′41″N 5°51′52″Ø / 59.54472°N 5.86444°Ø